# La danzatrice mascherata
La danzatrice mascherata è un film muto italiano del 1916 diretto da Pier Antonio Gariazzo.